# Tinyatoxine
La tinyatoxine (TTX or TTN) est un analogue très irritant de la résinifératoxine et de la capsaïcine. C'est une neurotoxine qui, comme ses analogues, agit sur les récepteurs vanilloïdes des nerfs sensitifs. Le potentiel pharmaceutique de la tinyatoxine est comparable à celui de la capsaïcine ; elle est environ trois fois moins puissante que la résinifératoxine.